# José Alvarez
José Alvarez, né le 6 octobre 1947 à Santander en Espagne, est un auteur et un éditeur d'art à Paris. Il est le fondateur des Éditions du Regard. 

## Biographie
José Alvarez est en 1947 à Santander en Espagne. Il termine ses études classiques en France.
Il crée en 1979 les Editions du Regard.
Depuis cette date, il se consacre à l’exploration du XXe siècle, à travers des ouvrages couvrant tous les champs de la création artistique. Ces livres ont innové dans des domaines jusqu’alors en friche et ont été, dès leur parution, des ouvrages de référence. Considérés comme élitistes dès leur apparition, les Editions du Regard ont inspiré de nombreux éditeurs et les ouvrages publiés ont pour la plupart été traduits en plusieurs langues, ces titres sont entre autres : Jean Michel Frank, Pierre Chareau, Ruhlmann, Les décennies d’Anne Bony, Vhutemas, Giorgione, Bronzion, Cy Twombly, Anselm Kiefer, Jean-Pierre Raynaud… La photographie Plasticienne, Art l’Age Contemporain, Vidéo un Art Contemporain…
	Auteur, José Alvarez est spécialisé dans l’art, les arts décoratifs et l’architecture du XXe siècle. Il a notamment participé au Dictionnaire de l’Art Moderne et Contemporain paru chez Hazan. Il collabore régulièrement à des revues d’art et de décoration, il a écrit de nombreuses préfaces pour des amis artistes, et a publié entre autres livres, L’Art de vivre à Paris aux éditions Flammarion, Histoires de l’Art Déco ou encore Wilmotte architecte.
	En tant que commissaire d’exposition, il a notamment réalisé celle d’Anselm Kiefer au Grand Palais, Monumenta 2007.

## Carrière littéraire
Il est l'auteur de romans et de livres d'art.
Anna la nuit, son premier roman, présente un caractère autobiographique.
Le roman est publié en 2008.
Son second roman, Avec la mort en tenue de Bataille est un roman inspiré de l’histoire de sa grand-mère et notamment durant la période de la guerre d'Espagne, publié aux éditions Albin Michel en 2016.
Helmut & June publié chez Grasset en 2020
Première biographie sur Anselm Kiefer publiée aux Editions du Regard 2021

### Livres d'art
- L’art de vivre à Paris, Flammarion, 1997
- L’art de vivre à Marrakech, Flammarion, 2003
- Anselm Kiefer au Grand Palais, Éditions du Regard, 2007
- Histoires de l’Art déco, Éditions du Regard, 2010.
- Un XXe siècle artistique, Éditions du Regard, 2011
- Helmut Newton 1920-2004, Réunion des musées nationaux, 2012.
- Philippe Pasqua, Éditions du Regard, 2012.
- Wilmotte architecte, Éditions du Regard, 2016.
- Le Caravage, Roberto Longhi, Editions du Regard, 2024
- Louis Sognot, Anne Bony Editions du Regard, 2024

## Réception
« Quand tant de romans sont écrits sans nécessité, celui-ci s'impose tant il s'est imposé à son auteur. Grave dans la légèreté et léger dans la gravité. C'est l'élégance d'un auteur dont il suffit de secouer les pages pour en faire tomber des larmes. Elles sont pleines de gens qui ne sont plus là. Si vous cherchez quelqu'un qui vous manque, lisez-les: c'est là que vous aurez le plus de chance de le trouver. »

— Pierre Assouline

« Le message délivré par le roman de José Alvarez n’est pas de nature à satisfaire de tels badauds bien-pensants. Son écriture sobre et spontanée, sans pathos, donne un plus grand relief à l’imparable lucidité du livre. Avec la mort en tenue de bataille montre que les guerres civiles ne sont pas la lutte engagée par le Bien et le Mal, jusqu’au triomphe du bon droit. Elles n’opposent que l’horreur à une horreur égale, jusqu’à l’épuisement des forces en présence. »

— Le magazine littéraire

« José Alvarez publie des livres qui ont du caractère, avec pour point commun l'esthétique. Des essais et monographies qu'il serait dommage de faire dormir sur la table basse du salon. Il est un des rares éditeurs à bien connaître les artistes, à dialoguer avec eux, à visiter les ateliers. "Kiefer, je le rencontre au Maroc. Je lui dis : "Venez prendre le thé." On ne s'est plus quittés." Twombly, avec qui il échange en italien, traduit son caractère obstiné : "J'ai attendu vingt-huit ans avant d'arriver à faire sa monographie." »

— Michel Guerrin

« Deux chats dorment sur le bureau. La bibliothèque, une des plus riches, en France, qui soit consacrée à l'art, s'élève jusqu'à dix mètres. Une sculpture d'Anselm Kiefer, un des artistes phares de notre temps, trône au milieu de l'espace. Une porte vitrée donne sur un jardinet paisible, alors que nous sommes à cent mètres du quartier Barbès, à Paris. Au mur, les visages de Virginia Woolf et James Joyce, photographiés en couleur par Gisèle Freund dans les années 1930. Sur le bureau, des poèmes de Nietzsche. Calé dans le fauteuil, crâne lisse et grosses lunettes, visage dans la pénombre, geste rare, voix grave, José Alvarez est la dernière touche d'un décor élégant. »

— Michel Guerrin